# Saïdou Tall
Saïdou Tall (* 31. Dezember 1978) ist ein burkinischer Radrennfahrer.
Saïdou Tall wurde 2004 Erster der Gesamtwertung bei der Tour du Mali. In der Saison 2006 gewann er  jeweils eine Etappe der Tour du Cameroun und der Boucle du Coton. Im nächsten Jahr war Tall beim Grand Prix Onatel erfolgreich. Außerdem wurde er jeweils Zweiter beim Course l’Hôtel Excellence und beim Grand Prix Ouagadougou. 2008 gewann er die zweite und die dritte Etappe bei der Boucle du Coton. Im Jahr 2010 wurde er Dritter nationalen Straßenmeisterschaften.

## Erfolge
2006
- eine Etappe Tour du Cameroun
- eine Etappe Boucle du Coton

2008
- zwei Etappen Boucle du Coton

2009
- Straßenmeisterschaften Burkina Faso